# متلازمة احتقان الحوض
متلازمة احتقان الحوض (بالإنجليزية: Pelvic congestion syndrome)، والمعروفة أيضا باسم عدم كفاءة الوريد الحوضي، هي حالة طبية مزمنة تصيب النساء، ناجمة عن الدوالي في أسفل البطن. وتسبب هذه الحالة الألم المزمن، وغالبا ما تظهر كآلام كليلة ثابتة، والتي يمكن أن تتفاقم بسبب الوقوف. وتشمل خيارات العلاج المبكر أدوية الألم، والعلاجات البديلة مثل الوخز بالإبر، وقمع وظيفة المبيض. يمكن أن تتم الجراحة باستخدام تقنيات القسطرة غير الجائرة لانصمام الدوالي. وتتحسن 80٪ من النساء باستخدام هذه الطريقة.
يمكن أن تحدث هذه الحالة نتيجة للحمل أو لأسباب غير معروفة. ويسبب وجود هرمون الاستروجين في الجسم توسع الأوعية، والذي يمكن أن يؤدي إلى تراكم الدم في الأوردة في منطقة الحوض. يمكن أن يضعف الإستروجين جدران الوريد، مما يؤدي إلى التغييرات التي تسبب دوالي. 15٪ من النساء لديهم دوالي في منطقة البطن، ولكن لايعاني الجميع من أعراض.

## علامات وأعراض
تعاني النساء المصابة بهذه الحالة من ألم دائم قد يكون كليل ومؤلم، ولكن أحيانا يصبح حادًا. يسوء الألم في نهاية اليوم وبعد فترات طويلة من الوقوف، ويرتاح المرضى بالاستلقاء. كما يسوء الألم أثناء أو بعد الجماع، وقد يسوء قبل بداية فترة الحيض.
النساء المصابة بمتلازمة احتقان الحوض لديهم رحم كبير ذو بطانة سميكة. وتظهر تغيرات كيسية في المبيض في 56٪ من النساء، والكثير تظهر عليهم أعراض أخرى، مثل عسر الطمث، وآلام الظهر، والإفرازات المهبلية، وانتفاخ البطن، وتقلب المزاج أو الاكتئاب، والتعب.

## التشخيص

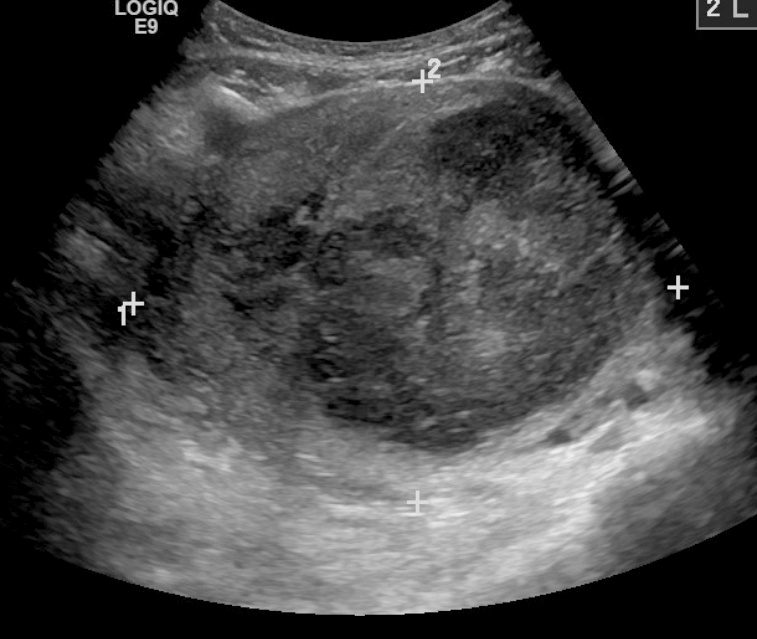
ورم ليفي كبير جدا (9سم) في الرحم يسبب متلازمة احتقان الحوض كما هو موضح بالموجات فوق الصوتية

يمكن إجراء التشخيص باستخدام الموجات فوق الصوتية أو تنظير البطن. ويمكن أيضا تشخيص الحالة بتصوير الوريد، أو الأشعة المقطعية، أو التصوير بالرنين المغناطيسي. ولكن الموجات فوق الصوتية هي الأداة التشخيصية الأكثر شيوعا. وقد اقترحت الأبحاث التي أجريت مؤخرا في وحدة وريدية حوضية رائدة أن المسح بالموجات فوق الصوتية المزدوجة عبر المهبل هو الاختبار «المثالي» للارتجاع الوريدي الحوضي. وقد أظهرت نفس المجموعة البحثية أن حجم الأوردة ليس ذات صلة (كما هو موضح بالتصوير الوريدي، وتستخدم أيضا كمعايير للتشخيص في التصوير المقطعي والتصوير بالرنين المغناطيسي)، وأن الموجات فوق الصوتية المزدوجة عبر المهبل هي فقط التي تستطيع أن تُظهر الارتجاع الوريدي الذي يسبب المشكلة.

## العلاج
تشمل خيارات العلاج المبكر أدوية الألم باستخدام العقاقير المضادة للالتهابات، وقمع وظيفة المبيض، والعلاجات البديلة مثل الوخز بالإبر والعلاج الطبيعي.
وينطوي الخيار الجراحي على وقف تدفق الدم إلى الدوالي باستخدام تقنيات جراحية غير تعمقية، مثل إجراء يسمى الانصمام. ويتطلب الإجراء الإقامة طوال الليل في المستشفى، ويتم باستخدام مخدر موضعي. وتم تسجيل نسبة نجاح 80٪ بين المرضى، تم قياسها بمدى انخفاض الألم الذي يعانون منه.